# Залин
Залин је насељено мјесто у Босни и Херцеговини, у општини Босанска Крупа, које административно припада Федерацији Босне и Херцеговине. Према попису становништва из 2013. у насељу је живјело 125 становника.

## Становништво
| Демографија | Демографија | Демографија |
| Година      | Становника  | Становника  |
| ----------- | ----------- | ----------- |
| 1961.       | 578         |             |
| 1971.       | 549         |             |
| 1981.       | 557         |             |
| 1991.       | 443         |             |
| 2013.       | 125         |             |